# Pedro Humberto Allende Sarón
Pedro Humberto Allende Sarón (Santiago de Xile, 29 de juliol de 1885 - 17 d'agost de 1959) fou un compositor i folklorista xilè.

Després d'haver adquirit els primers coneixements musicals al costat dels seus pares, ingressà, sent molt jove, en el Conservatori de Santiago, però al cap de pocs temps decidí estudiar per si sol.
| « | <Jo comprenia, deia Allende, que no servia més que per la música, que no podia dedicar-se a cap altra cosa, i em vaig proposar seguir el meu camí contra tots els obstacles. El director de la Biblioteca pública de la capital fou la meva providència. Es prestà generosament a ajudar-me, i me'n vaig aprofitar amb afany. Ell adquiria els texts, obres de consulta i partitures que jo desitjava, i així, poc a poc, em vaig anar formant. Després vaig cercar alumnes, als quals donava les lliçons de franc, amb el fi d'obligar-me a un treball constant i a una disciplina; aviat vaig començar a escriure, i quan vaig fer el meu primer viatge a Europa, el 1911, em trobava al dia del moviment modern, a més de conèixer suficientment la música clàssica.> | » |

El Govern dels seu país el pensionà per estudiar a les escoles normals d'Europa i durant l'època dels seus estudis anà expressament a Barcelona per conèixer al mestre Pedrell el qual l'acabà d'orientar i el feu treballar de valent sobre el folklore. De retorn al seu país, des de 1917 fou professor del Conservatori Nacional, la direcció del qual assumí el 1934, realitzant una gran tasca renovadora de la música nacional, que el 1945 li valgué el premi Nacional de Música i després nombrosos guardons. Allà mateix es convertí en el mentor de les noves generacions de músics, i entre els seus deixebles cal destacar en René Amengual.
El 1922 Allende tornà a Europa, i coneixent a Madrid al mestre Arbós, llavors director de l'Orquestra Simfònica, en un concert dirigí la seva composició Escenas Campesinas, que aconseguí gran èxit. El 1928 va fer un viatge a Praga, on havia estat nomenat vicepresident del Congrés d'Arts Populars, i el 1930 prengué part en els festivals simfònics iber-americans celebrats en el Palau Nacional de l'Exposició Internacional de Barcelona, donant a conèixer, entre altres obres, la seva impressió simfònica Voces de la calle.
La producció d'Allende és copiosa i comprèn composicions de tots els gèneres. Va escriure nombroses obres per a piano, entre les quals cal citar:
- Tonadas una notable col·lecció, que és molt notable;
- cinc Sonatas;
- un Quartet per a instruments de corda;
- un trio, per a piano, violí i violoncel;
- una Simfonia;
- un Concert per a violoncel i orquestra,
- una Obertura;
- Obres per a cor sol i per a cor i orquestra;
- Cançons per a una veu i piano, etc.

Allende trobà en el folklore del seu país una font d'inspiració inesgotable. A vegades es va servir dels temes populars, però molt sovint ell creà la seva melodia i va saber donar-li el més fort i precís caràcter. La critica observà que les seves Tonadas per a piano constitueixen un exemple molt expressiu del que pot realitzar un veritable artista quan sap aprofitar el tresor viu d'un país.